# Samiom
Samium o Samiom fue probablemente el tercer rey de la dinastía amorrea de Larsa. No se han hallado inscripciones en las ruinas de la ciudad-estado que demuestren su ascensión al trono, pero parece interpretarse así al existir una inscripción en Girsu que lo menciona y, en Larsa, otra de tiempos del rey Zabaya que asegura que éste era hijo de Samiom.
| Predecesor: Emisum | Rey de Larsa ¿1976 a. C? - ¿1942 a. C? (Cronología larga) | Sucesor: Zabaya |